# Kleinsteinbach (Pfinztal)
Kleinsteinbach ist mit etwa 2270 Einwohnern der kleinste Ortsteil der Gemeinde Pfinztal im Landkreis Karlsruhe in Baden-Württemberg. Der Ort liegt an der Grenze zum Enzkreis und der Gemarkungsfläche Karlsruhe.

## Geografie

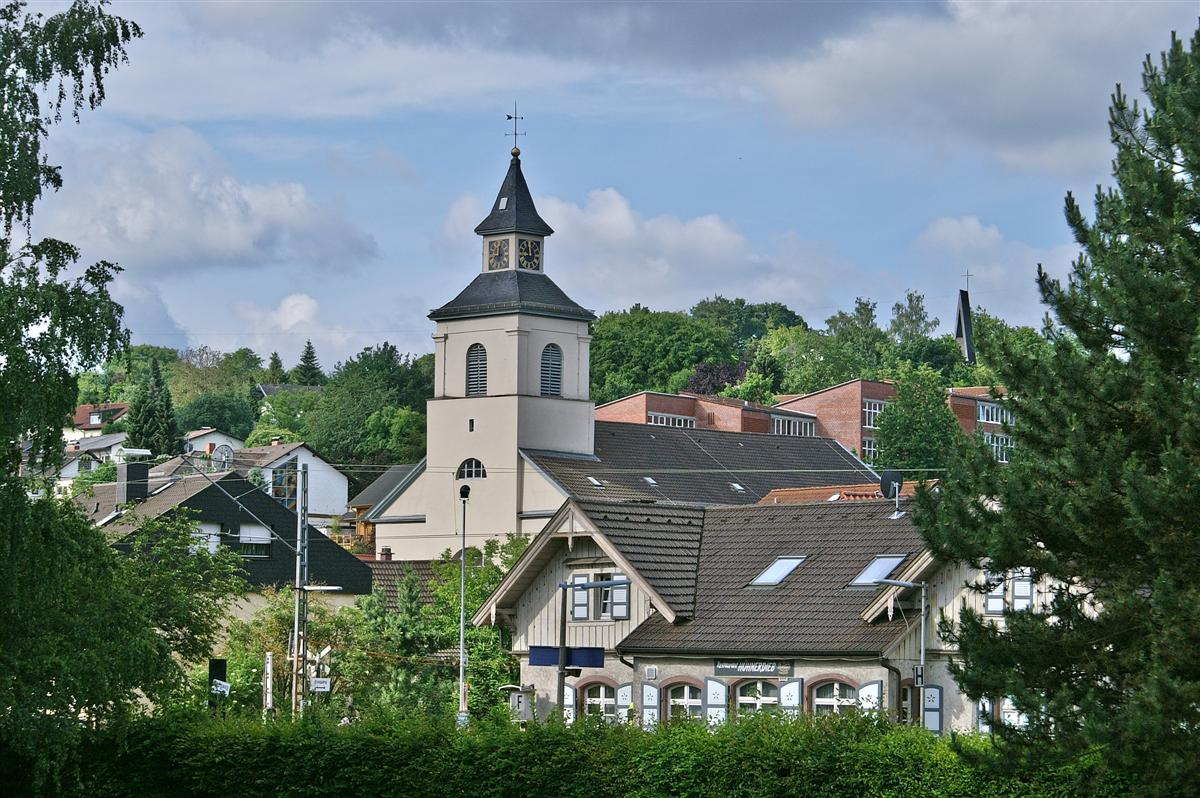
Kleinsteinbach – Bahnhof und Kirche

Von den Flüssen Bocksbach und der Pfinz durchzogen, ist Kleinsteinbach umgeben von Bergen und Hängen.
An Kleinsteinbach grenzen die Ortschaften Söllingen, Mutschelbach, Stupferich und Singen.

## Geschichte
Im Jahre 1328 wurde Kleinsteinbach erstmals urkundlich als „Niedern Steinbach“ erwähnt. Bereits im Jahr 1346 ist in den schriftlichen Aufzeichnungen von „Cleinen Steinbach“ die Rede.
Kleinsteinbach war Zubehör der Burg Remchingen und badisches – vermutlich ursprünglich weißenburgisches, dann ebersteinisches – Lehen für die Herren von Remchingen und zeitweilig für in die Ganerbschaft mit aufgenommene Verwandte. 1562 verkauften die Herren von Remchingen den Ort mit der Burg an den Markgrafen von Baden.
Im Pfälzischen Erbfolgekrieg wurde Kleinsteinbach 1692 zerstört und ausgeplündert.
Bis zum 19. Jahrhundert war Kleinsteinbach ein Bauerndorf. Dies änderte sich mit dem Bau der Eisenbahn 1859. Kleinsteinbach gehörte bis 1821 zum baden-durlachischen Amt Stein, dann zum Amt Durlach, seit 1924 zum Bezirksamt Karlsruhe.
Nach dem Zweiten Weltkrieg wurde Baugelände erschlossen, der Ort erhielt ein Kanalnetz und ein Klärwerk. Ein Wasserhochbehälter wurde gebaut. Weiterhin wurde die Grund- und Hauptschule und ein Kindergarten errichtet.
Am 1. Januar 1974 wurde Kleinsteinbach in die neue Gemeinde Pfinztal eingegliedert.

## Verkehr
Kleinsteinbach wird von der Bundesstraße 10 durchquert.

### ÖPNV-Anbindung
Der Ort liegt an der Bahnstrecke Karlsruhe–Mühlacker. Am Haltepunkt Kleinsteinbach halten die Karlsruher Stadtbahnen der Linie S5 und S51 von Pforzheim in die Karlsruher Innenstadt und weiter nach Wörth. Die S5 fährt dabei von Pforzheim stündlich weiter als S6 nach Bad Wildbad.
Mit der Buslinie 152 ist außerdem der Anschluss nach Karlsbad zum Bahnhof Langensteinbach gewährleistet.

## Wirtschaft
Aufgrund der Lage Kleinsteinbachs als Wohngemeinde ist hier kaum Gewerbe anzutreffen. Dennoch finden sich hier die Firma Edelstahl Rosswag sowie weitere Handwerks- und Gastronomiebetriebe.

## Bildung
Wie alle Ortsteile von Pfinztal verfügt auch Kleinsteinbach über eine Grundschule und mehrere Kindergärten. Als weiteres Schulangebot findet sich in der Nähe des Bahnhofes eine evangelische Privatschule, die Aloys-Henhöfer-Schule mit Grund-, Förder-, Haupt-, Werkreal-, Realschule und Gymnasium.

## Kirchen und Glaubensgemeinschaften
Die evangelische Thomaskirche wurde von Friedrich Weinbrenner erbaut. Die katholische Kirche in Kleinsteinbach wurde erst nach dem Zweiten Weltkrieg errichtet. Außer den beiden großen Kirchen gab es in der Nähe des Kindergartens „Unterm Regenbogen“ eine Neuapostolische Kirche die 2020 mit der Neuapostolischen Kirche in Söllingen zusammengelegt wurde.

## Öffentliche Einrichtungen
Die Hagwaldhalle ist eine Mehrzweckhalle. Auch können in der Schulturnhalle kleinere sportliche Veranstaltungen stattfinden.

## Sport
Der Ort beheimatet den Volleyballverein VSG Kleinsteinbach, dessen erste Mannschaft der Frauen in der Regionalliga Süd spielt. Der Fußballverein ATSV Kleinsteinbach stellt seine höchste Mannschaft in der Kreisliga.

## Sehenswürdigkeiten

### Bertha Benz Memorial Route
Kleinsteinbach liegt an der Bertha Benz Memorial Route, die an die erste automobile Fernfahrt von 1888 erinnert, und von Mannheim über Berghausen nach Pforzheim und über Bretten wieder zurück nach Mannheim führte.

### Skulpturenweg und Rokycanyplatz
Der Pfinztaler Skulpturenweg ist seit 2001 geöffnet. Entlang des Bocksbachs stehen 23 Kunstwerke unterschiedlicher Künstler. In regelmäßigen Abständen finden organisierte Führungen statt. Das Herzstück des Skulpturenweges bildet der Rokycanyplatz in der Ochsenstraße.

## Wappen
Das Wappen von Kleinsteinbach hat seinen Ursprung im 19. Jahrhundert. Es soll durch die ehemalige Zugehörigkeit zu den Herren von Remchingen symbolisieren und führt deshalb die gekreuzten silbernen Lilienstäbe auf rotem Grund der Herren von Remchingen.